# Тёрнер, Энди
Эндрю Стивен Тёрнер — британский бегун на короткие дистанции, который специализируется в беге на 110 метров с барьерами. Бронзовый призёр чемпионата мира 2011 года. Чемпион Европы 2010 года и бронзовый призёр 2006 года. Участвовал на Олимпиаде 2004 года, но не смог пройти дальше первого раунда. На олимпийских играх 2008 года не пробился дальше четвертьфинала. Неоднократный призёр и победитель мемориала Фанни Бланкерс-Кун.
На Олимпиаде в Лондоне дошёл до полуфинала, в котором занял 4-е место в своём забеге и не смог выйти в финал.

## Личные рекорды
- 60 метров — 6,79
- 100 метров — 10,32
- 200 метров — 21,17
- 110 метров с барьерами — 13,22